# Arseni de Constantinoble
Arseni de Constantinoble anomenat Arseni Autorià, va ser un religiós romà d'Orient que va viure al segle xiii.
Es va educar en un monestir a Nicea del que després en va ser l'abat, però es va retirar per portar una vida d'asceta i va anar al Mont Atos.
Cap a l'any 1255 l'emperador Teodor II Làscaris el va nomenar patriarca de Constantinoble i a la mort de l'emperador el patriarca i el gran domèstic Jordi Muzaló van ser nomenats tutors del seu fill Joan (Joan IV Ducas Làscaris). Muzalon volia trair al príncep i Arseni en desacord, es va retirar, va renunciar al càrrec de Patriarca i se'n va anar a un monestir.
L'any 1261, després de recuperar Constantinoble als llatins, l'emperador Miquel Paleòleg va convidar a Arseni a la capital i li va demanar que exercís altre cop com a Patriarca, però al cap d'uns mesos va fer cegar a Joan Ducas Làscaris, el fill encara infant de Teodor II Lascaris, que era coemperador, i Arseni el va censurar públicament per aquest acte i el va excomunicar. Miquel va implorar el perdó i com que no el va obtenir, va convocar un concili de bisbes, on es van fer acusacions falses contra Arseni, que va ser deposat i condemnat a l'exili al Proconnesos on va sobreviure alguns anys. La data de la seva mort no es coneix, però Fabricius la situa l'any 1264. Quan encara era monjo va escriure una sinopsi de la llei divina (Synopsis Canonum), recollida dels escrits dels pares de l'Església i dels decrets dels concilis.